# Grand-Bassam
Grand-Bassam és una ciutat de la Costa d'Ivori, situada a 43km a l'est d'Abidjan. Va ser la capital colonial francesa del 1893-1896, quan l'administració es va transferir a Bingerville després d'un brot de febre groga. La ciutat seguia sent un port marítim clau fins al creixement d'Abidjan a la dècada del 1930.
És inscrita a la llista del Patrimoni de la Humanitat de la UNESCO des del 2012.

## Geografia
La ciutat està situada a la costa i té una façana a l'oceà Atlàntic i un altre a la llacuna d'Ébrié.

## Història
Charles Marie Philippe de Kerhallet fou el primer europeu a arribar al que aleshores només era un poblet; va desembarcar i va aconseguir signar un tractat en nom de França amb el rei de Krinjabo, Amon Ndoufou (10 de febrer de 1842) i seguidament es va construir el Fort Nemours, el primer fort durador que es va construir a la costa d'Ivori junt amb el d'Assinié que ja havia existit com a posició comercial del 1701 al 1703. A la regió d'Assinie va desembarcar el 1843 el tinent de vaixell Fleuriot de Langle i va signar un acord amb el rei de Sanwi que permetia establir un fort, que es va anomenar Fort Joinville (26 de juny de 1843); després el 14 de setembre de 1843 es va fundar fort Dabou. Aquests tres forts van formar part en aquell moment de la colònia de Senegal fins al 1854 quan es va crear la colònia de Gorée i dependències amb l'illa de Gorée, i les dependències dels Establiments dels Rius del Sud, els Establiments Francesos de la Costa d'Or i el establiments Francesos del Gabon) encarregat a la divisió naval que va passar a tenir centre a Gorée.
En aquest temps els enfrontaments amb els anglesos eren freqüents i els mitjans no permetien explorar el interior del país. Els primers establiments comercials es van instal·lar doncs dins els forts en els anys següents. La vila fou fundada a mitjan segle per l'almirall Mequet.
El 26 de febrer de 1859 l'illa de Gorée va ser reintegrada al Senegal, i la colònia va desaparèixer, però totes les "dependències" van seguir administrades per la divisió naval, que ara va establir la seva seu a Gabon. El 4 d'octubre de 1860 les dependències foren reorganitzades i es van formar els territoris de Rius del Sud, i la colònia de Costa d'Ivori-Gabon amb els sub-territoris dels Establiments Francesos de Costa d'Ivori i del Territori del Gabon. La divisió naval va restar encarregada de l'administració general (incloent els Establiments Francesos del Golf de Benín) fins al 1886.
El 1871 França va concedir l'administració a companyies privades sense renunciar al protectorat. El major comerciant fou Arthur Verdier & Company que va administrar el territori del 10 de novembre de 1878 a 1886. El 16 de desembre de 1883 els Establiments Francesos de Costa d'Ivori van passar a dependre de la nova colònia de la Guinea Francesa. El 1886 França va recuperar la administració i el 10 de gener de 1889 fou declarat formalment el protectorat. El 10 de març de 1893 es va crear la colònia de Costa d'Ivori i la seu del govern es va establir formalment i oficialment a Grand-Bassam (i hi restarà fins al 1899). Des de aquest mateix any 1893 es va establir un centre de telegrafia submarina que enllaçava el territori amb Conakry per un costat i amb Cotonou (al Dahomey) per l'altre. Aquesta estació de cables submarins esmentada com la « maison aux mille pieds » (la casa dels mil peus) estava situada prop de la sortida del pont que travessa la llacuna, a l'esquerra al llarg de la llacuna, segon carrer a la dreta, i estava enfront d'una escola de noies. El 1899 el centre fou transferit a Bingerville, després d'una epidèmia de febre groga: dels 60 europeus a la població en van morir 45; noves epidèmies es van produir el 1900 i el 1903. Això va perjudicar a Grand-Bassam que no obstant va restar un port important fins als anys 1930 quan Abidjan es va consolidar com a centre principal.
Fou erigida en comuna mixta per decret de 31 de desembre de 1914, sent el primer municipi de la Costa d'Ivori. Estava situada en el cercle del mateix nom. L'octubre de 1055 va esdevenir comuna de ple exercici amb un consell municipal i un alcalde electes. El gener de 1960 una delegació especial de tres membres va substituir al consell municipal. El 1965, la reorganització del territori va donar origen a la subprefectura de Grand-Bassam formada per la ciutat (aglomeració urbana) i els pobles de Moossou i Dependències, Azuretti, Ebrah, Vitré 1, Vitré 2, Modeste, Mafiblé, Gbamié, Yakassé l, Yakassé 2 i Mondoukou. Una llei de 1978
va crear 27 comunes de ple exercici a tot el país entre els quals la de Grand-Bassam.
La població fou inscrita com a Patrimoni de la Humanitat de la UNESCO l'1 de juliol del 2012.

### Atemptat de Grand-Bassam
El 13 de març de 2016 s'hi va produir un atemptat, reivindicat per Al-Qaida del Magreb Islàmic, en el qual van morir 22 persones, entre les quals hi havia diversos ciutadans europeus (4 francesos i 1 alemany) i els sis presumptes autors dels fets, com també diversos ferits.